# Charles Dewey Day
Charles Dewey Day, né le 6 mai 1806 et mort le 31 janvier 1884, est un avocat, juge, homme politique et éducateur du Québec.

## Biographie

### Jeunesse
Charles Dewey Day est né à Bennington (Vermont) en 1806, fils aîné du capitaine Ithmar Day, notable de cette ville, et de Laura Dewey. La famille déménage à Montréal en 1812, où Ithamar avait décider d'établir un commerce de détail de produits pharmaceutiques et alimentaires, puis à Hull en 1928, pour y établir une scierie, un moulin à foulon et une forge,.
En 1830, à Montréal, Charles Day épouse Barbara Lyon. Ils ont trois enfants. Puis en 1853, toujours à Montréal, il épouse Maria Margaret Holmes, fille de Benjamin Holmes (en), homme d'affaires, et d'Élisabeth Arnoldi. Day meurt le 31 janvier 1884 lors d'un voyage en Angleterre.
Charles Day fait l'apprentissage du droit à Montréal pendant cinq ans dans l'étude de Samuel Gale et il est admis au Barreau du Bas-Canada en 1827. Il pratique le droit principalement dans la vallée de l'Outaouais, où il représente les intérêts du renommé homme d'affaires et entrepreneur Philemon Wright.

### Le politique, le juge et l'éducateur
En 1840, il est nommé solliciteur général au sein du Conseil spécial du Bas-Canada. En 1841, il est élu député d'Ottawa aux élections générales de l'assemblée législative de la province du Canada et à nouveau nommé solliciteur général, cette fois au Conseil exécutif du nouveau gouvernement du Canada-Uni.
Il démissionne de son poste de solliciteur général en 1842 et le gouverneur général Charles Bagot le nomme à la Cour du banc de la reine à Montréal. En 1850, il est promu juge puiné de la Cour supérieure.
De 1852 à 1884, il préside l'Institution royale pour l'avancement des sciences, organisme provincial chargé de l'enseignement supérieur. Il est nommé directeur intérimaire du McGill College de 1853 à 1855, puis Chancelier de l'Université McGill de 1864 à 1884.
En 1865, il est nommé membre d'une commission avec William Hume Blake (en), premier Chancelier de la Court of Cancery du Haut-Canada, et Gustavus Wickstead, légiste et conseiller parlementaire de la Chambre des communes), chargée de fixer les prix à payer aux chemins de fer pour le transport des malles de Sa Majesté. En 1865 également, à titre d'avocat, il représente les intérêts de la Compagnie de la Baie d'Hudson dans une cause qui opposa longtemps cette entreprise au gouvernement des États-Unis. En 1868, il est nommé arbitre de la Province de Québec à la Commission chargée d'établir le partage de l'actif et du passif du Haut et du Bas-Canada. En 1873, il préside la Commission royale d'enquête concernant la procédure intentée contre John A. MacDonald relativement au Chemin de fer du Pacifique, (voir Scandale du Pacifique).

### Le codificateur

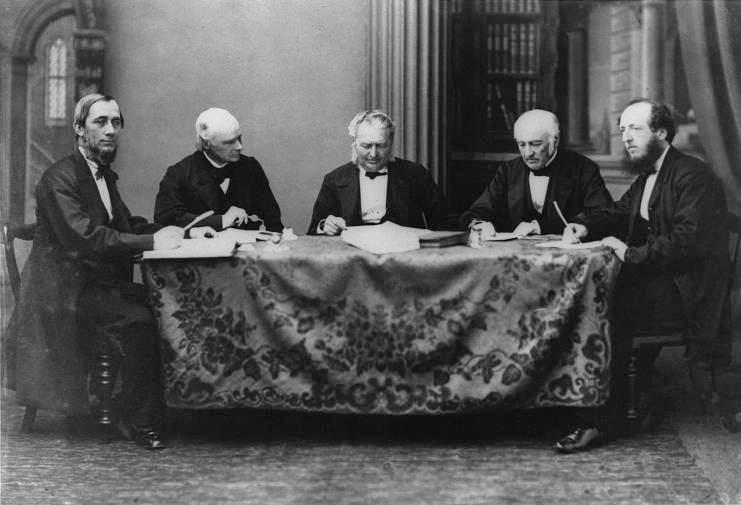
Commission ayant pour mandat de codifier les lois du Bas-Canada (vers 1865). De gauche à droite : Joseph Ubald Beaudry, Charles Dewey Day, René-Édouard Caron, Augustin-Norbert Morin et Thomas McCord.

En 1859, le gouvernement conservateur de George-Étienne Cartier et John Alexander Macdonald le nomme à la commission chargée de codifier les lois civiles du Bas-Canada et formée de trois juges : Charles Dewey Day, Augustin-Norbert Morin et René-Édouard Caron. La commission comprenait également un secrétaire de langue française, Joseph Ubald Beaudry et un secrétaire de langue anglaise, Thomas McCord. Les travaux de la commission ont duré six ans. L'assemblée législative de la province du Canada adopte le Code civil du Bas-Canada en 1865, qui entre en vigueur en 1866.
Georges-Étienne Cartier n'a pas dissimulé l'admiration qu'il portait au juge Day. Dans le discours qu'il fit au Parlement du Canada-Uni lors du dépôt du nouveau code civil, le 4 février 1865, voici ce qu'il disait:

« Tout le monde reconnaît le génie philosophique de l'Honorable juge Day, sa puissance d'analyse considérable. Lorsque j'étais encore jeune avocat, j'ai eu occasion de juger de ses connaissances légales, lorsqu'il remplissait le poste de solliciteur général. Il fut nommé juge à un âge encore peu avancé, mais il comprit de suite qu'il y avait, dans son éducation, une lacune à remplir, et il s'appliqua, avec une ardeur et une constance dignes de tous les éloges, à l'étude de la langue française. On a toujours admiré la persévérance avec laquelle il a sans cesse cherché à augmenter ses connaissances légales. Par son esprit philosophique, et par son aptitude à saisir parfaitement la raison des choses, il devait puissamment aider le travail de ses confrères. »

Charles Dewey Day avait passé plus de temps sur le banc que des deux confrères ensemble. Juge à la Cour du banc de la reine en 1842 puis juge à la Cour supérieure jusqu'en 1859. Dix-sept années au cours desquelles il a acquis une connaissance approfondie du droit privé et public du Bas-Canada dans son application quotidienne. Le domaine du droit était particulièrement étendu et complexe durant cette période de l'histoire du Québec. On y retrouvait la Coutume de Paris, les lois statutaires de la législature, les lois impériales, le droit criminel et tous les éléments de la common law en vigueur au Bas-Canada depuis la Proclamation royale de 1763, et l'Acte de Québec. 

« Il n'est peut-être pas un pays au monde soumis à plus de règles de droit, empruntées à des systèmes divers... Quel esprit assez vaste pourrait embrasser et connaitre cette variété infinie d'édits, de coutumes, de brocarts, d'ordonnances, de statuts, de jurisprudence de tout genre. »

 À cette extrême diversité des lois en vigueur venait s'ajouter la dualité linguistique. Ainsi, le droit privé était principalement écrit en français tandis que la majorité des lois statutaires était rédigée en anglais.

Solliciteur général, juge, avocat de grandes entreprises du bois, et issu d'une famille de commerçants, Charles Dewey Day était le seul des trois codificateurs qui avait acquis une connaissance pratique et vaste des relations d'affaires, et son apport à la rédaction des chapitres du Code civil traitant des obligations et des contrats a été substantiel. 

« En assumant la responsabilité de la rédaction des articles du code portant sur des questions commerciales, Day apporta au sein de la commission ce qui constitue probablement sa contribution la plus importante au domaine juridique. »